# L'Année de la pensée magique
L'Année de la pensée magique (The Year of Magical Thinking) est un essai de Joan Didion paru originellement aux États-Unis en 2005. Traduit en français, il a reçu en 2007 le prix Médicis essai.

## Contenu
Le livre est le récit autobiographique d'une année terrible pour l'auteure : l'hospitalisation (en coma) de sa fille Quintana Roo, peu après le décès à leur domicile de son mari, l'écrivain John Gregory Dunne.
Pendant cette année, elle revit quarante années de vie commune, dans tant de lieux, avec tant de rencontres, en essayant de ne pas trop ressasser, de ne pas revivre chaque erreur. Soumise à la remontée incontrôlable des souvenirs, le vortex, elle s'inquiète de ce qu'elle aurait pu ou dû faire (Et si...), en sachant bien que rien ne pouvait être fait, et en tout cas que plus rien ne peut être fait. La magie consiste à déraisonnablement espérer que toute cette vie n'est pas finie. L'hospitalisation de Quintana perturbe encore sa réflexion, dans la solitude, ou avec la famille proche, avec les amis et dans les relations de travail. Elle se rassure, ou pas, dans sa vie courante, avec tout ce qui a été écrit sur les maladies, le deuil.
« Dans un récit impressionnant de sobriété et d'implacable honnêteté, Didion raconte la folie du deuil et dissèque, entre sécheresse clinique et monologue intérieur, la plus indicible expérience - et sa rédemption par la littérature. »
Le livre est ainsi une remarquable étude personnelle, autant que possible clinique, détachée, sur le travail de deuil, au moins dans ce milieu social, en Amérique du Nord, dans les années 2000.

## Écriture
Le livre a été écrit entre octobre et décembre 2004.
Le romancier, nouvelliste, scénariste et critique littéraire John Gregory Dunne (1932-2003), rencontré en 1950, épousé en 1964, est mort le 30 décembre 2003 d'un infarctus du myocarde massif ayant entrainé un arrêt cardio-respiratoire. Il avait travaillé, entre autres, au scénario de Panique à Needle Park (1971), Une étoile est née (1976), Sanglantes Confessions (1981).
Quintana Roo Dunne Michael, leur fille adoptive, est morte, à 39 ans, des suites d'une pancréatite aiguë le 26 août 2005, alors que l'auteure assurait la promotion de ce livre.

## Réception
- National Book Award (Non Fiction), 2005
- Prix Médicis essai, 2007
- Finaliste (liste courte) : National Book Critics Circle Award, prix Pulitzer

En 2019, le magazine The Guardian l'a classé quarantième de sa liste des 100 meilleurs livres du XXIe siècle.

## Éditions
- Joan Didion : The Year of Magical Thinking, Knopf, New York 2005,  (ISBN 1-4000-4314-X)
- Grasset & Fasquelle, traduction française par Pierre Demarty, Paris, 2007,
- Réédition, collection Le Livre de Poche, Grasset, Paris, 2009,  (ISBN 978-2-253-12633-1)

## Adaptation
En 2007, l'auteur adapte son œuvre pour la scène. La pièce de théâtre, mise en scène par David Hare et jouée par Vanessa Redgrave, est présentée sur Broadway.
En 2011, à Paris, la version française, montée par Thierry Klifa et jouée par Fanny Ardant, est à l'affiche du théâtre de l'Atelier.